# 多夫巴赫河 (伊薩爾河支流)
47°41′08″N 11°34′16″E / 47.68566°N 11.57110°E

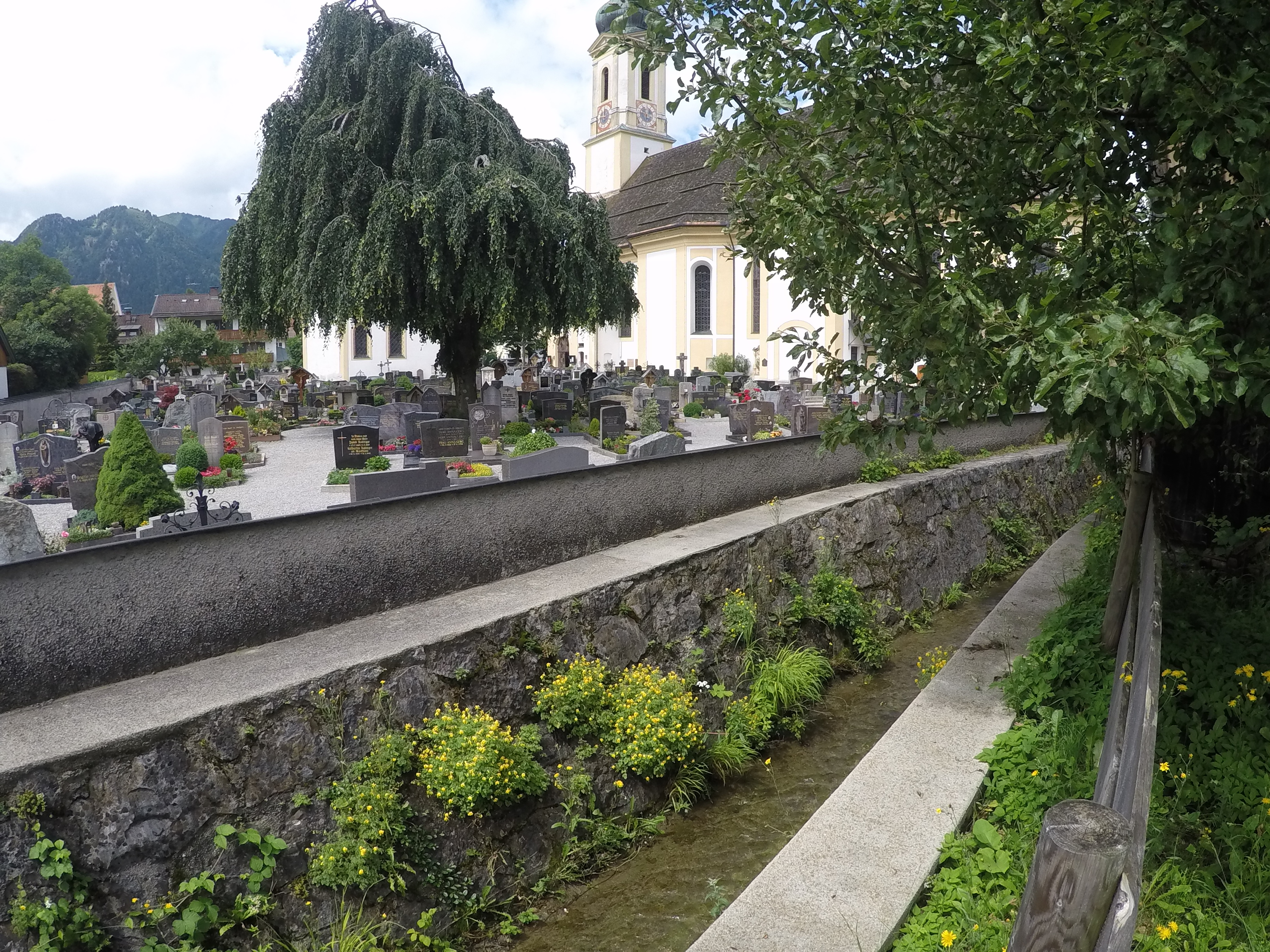

多夫巴赫河（德語：Dorfbach），是德國的河流，位於該國東南部，由巴伐利亞負責管轄，屬於伊薩爾河的支流，河道全長1.2公里，發源自蓋爾施泰因山西坡。